# 西汉与羌的战争
西汉与西羌的战争，西汉与西羌部落之间的冲突。
两汉时期，青藏高原及四川西北、甘肃西南广大地区，分布着众多的诸羌部族。秦末汉初，诸羌臣服于匈奴。汉武帝元狩二年（前121年），骠骑将军霍去病率万骑出陇西郡（郡治狄道，今甘肃临洮南），攻打匈奴，占据今甘肃河西走廊地区。汉武帝在河西设置酒泉郡（郡治禄福县，今甘肃省酒泉市）、武威郡（郡治武威县，今甘肃省武威市）二郡，隔绝了诸羌与匈奴的南北交通。
河西走廊是中原与西域的通道，森林茂盛，水草肥美，不仅是匈奴亦是诸羌力争繁衍生息之地。元鼎五年（前112年）九月，西羌先零与封养牢姐两部族解仇结盟，在匈奴唆使下，企图夺取河西走廊，合兵十万进攻安故（今甘肃临洮南）围攻枹罕（今甘肃临夏东北）。匈奴为助西羌，牵制汉军，发兵攻人五原郡（郡治九原县，今内蒙古包头市西北）杀汉五原郡太守。元鼎六年（前111年）十月汉武帝征发陇西、天水郡（郡治平襄县，今甘肃通渭西北）、安定郡（郡治高平县，今宁夏固原）等地的騎士、中尉及河南郡（郡治雒阳县，今河南洛阳市白马寺东北）、河内郡（郡治怀县，今河南武陟西南）步兵十万，令将军李息、徐自为率领，出击西羌。汉军迅即击败羌军，解枹罕之围。
西羌于是到至湟水流域，依西海（今青海湖）、盐池（在今青海湖）游牧。汉宣帝本始年间，又迁回湟中。元康三年（前63年），先零羌让住在阳关西南的小月氏首领、羌侯狼何向匈奴借兵，断绝汉朝通往西域的交通。汉朝认为有匈奴使者从中斡旋，于是在神爵元年（前61年）派义渠安国巡视西羌。义渠安国在宴会中杀死先零羌几个桀骜首领，而后袭击先零，杀死一千多人。先零归义羌侯杨玉于是起兵反汉，劫掠小羌种，攻城杀官。义渠安国率领两千骑兵，在浩亹被羌人击败，退到令居（今甘肃省永登县西南）。汉宣帝派后将军赵充国平定西羌。
汉元帝永光二年（前42年）七月，陇西郡彡姐等七种羌部三万人反汉。汉元帝于是派遣右将军冯奉世率领一万二千骑兵，典属国任立、护军都尉韩昌为副将，以屯田为名到陇西。冯奉世以中军屯首阳（今甘肃省临夏市东南）西极山，任立以右军屯白石，韩昌以前军屯临洮（今甘肃省岷县）。韩昌先派遣两名校尉与羌人交战，羌人击败他们，杀两校尉。冯奉世请求增兵三万六千人。八月，汉元帝以太常弋阳侯任千秋为奋武将军，发兵六万馀人支援。十月，汉军全部至陇西，十一月，全军并进，大破羌人，斩首数千级，馀者逃出塞外。汉元帝留下一部分军队屯田，防备要害。
汉平帝元始四年（4年）王莽派遣中郎将平宪等携带大量金币财物诱使塞外羌人献地愿内属。羌豪良愿等种一万二千人，献鲜水海（青海湖）、允谷、盐池内属，汉朝在当地设置西海郡，以程永为太守。居摄元年（6年），西羌庞怙、傅幡等怨王莽夺其地，反攻西海太守程永；程永逃走，被王莽处死，王莽派遣护羌校尉窦况率军攻打西羌。居摄二年（7年）春，窦况等击破西羌。

### 引用
1. ↑  《资治通鉴·卷20》
2. ↑  《资治通鉴·卷25》
3. ↑  《资治通鉴·卷28》
4. ↑  《资治通鉴·卷36》